# Candlemas (otok)
Otok Svijećnice (špa. Isla Candelaria) je mali nenaseljeni otok iz otočja Candlemas u sklopu otočja Južni Sandwich, koji je dio britanskog prekomorskog područja Južna Georgia i otočje Južni Sandwich. Nalazi se oko 3.2 km od otoka Vindication, od kojeg ga dijeli kanal Nelson.
Na sjeverozapadnom dijelu otoka nalazi se aktivni stratovulkan, Lucifer Hill, koji je pokazao znakove aktivnosti 1911. i tokove lave tijekom perioda 1953. - 1954. Mount Andromeda i Mount Perseus ledenjacima su prekriveni vrhovi na otoku. Mount Andromeda je najviša točka otoka, s nadmorskom visinom od 550 metara).
Jugoistočna točka otoka zove se Shrove Point (57°4′S 26°39′W / 57.067°S 26.650°W). imenovalo ga je osoblje Discovery Investigations na Discoveryju II jer su ga ucrtali na pokladni utorak (eng. Shrove Tuesday), 4. ožujka 1930. Rt Clapmatch Point čini jugozapadnu točku otoka.
Otok Candlemas mjesto je radnje romana Iana Camerona, Bijeli brod (1975.), koji govori o katastrofalnoj ekspediciji na otok 1975. godine gdje se članovi ekspedicije moraju boriti s duhovima Španjolaca koji su doživjeli brodolom na otoku 1818. godine.